# Войска ракетно-космической обороны
Войска ракетно-космической обороны — род войск в составе Войск ПВО СССР/России, позднее в составе РВСН РФ в период 1967—1998 гг. Изначально именовались как Войска противоракетной и противокосмической обороны (Войска ПРО и ПКО).
Войска ракетно-космической обороны, род войск, предназначенный для обнаружения пусков БР, определения начала ракетного нападения противника и выдачи информации о нём высшим органам государственного и военного руководства страны, главным штабам видов ВС. Включают силы и средства предупреждения о ракетном нападении, противоракетной обороны, контроля космического пространства и управления по вводу новых средств РКО. Созданы в марте 1967 года в составе Войск ПВО страны как войска противоракетной и противокосмической обороны. В 1992 году преобразованы в войска РКО. С 1997 года входили в состав РВСН. В 2001 году вошли в состав Космических войск.

## История
Опытно-конструкторские работы по созданию стратегических систем сдерживания и борьбы в целях защиты страны от ударов МБР вероятного противника были начаты в начале 1950-х гг. и уже к концу 1960-х гг. в СССР были созданы и развёрнуты первые комплексы систем вооружения РКО.
В апреле 1967 в составе войск ПВО страны были сформированы Войска противоракетной и противокосмической обороны, имеющие на вооружении системы предупреждения о ракетном нападении (ПРН), контроля за космическим пространством (ККП) и противокосмической обороны (ПКО). К началу 90-х гг. эти войска получили название Войск ракетно-космической обороны (РКО).
К 1960-м годам у политического и военного руководства СССР сформировалась убежденность в необходимости создания мощной ракетно-космической обороны (РКО), которая должна была стать важным фактором обеспечения государственной безопасности и стратегической стабильности.
Непроницаемая система противоракетной обороны должна была представлять собой сложную территориальную сеть взаимосвязанных объектов: 
- радиолокационных средств предварительного оповещения на дальних расстояниях,
- мощных зенитных ракетных комплексов,
- средств управления системой в целом
- и средств обеспечения непрерывного боевого дежурства.

Первоначальная проработка проблемы создания противоракетной обороны и необходимых для ее эффективного функционирования информационных средств была поручена коллективу Конструкторского бюро № 1 под научно-техническим руководством главного конструктора, члена-корреспондента АН СССР Григория Кисунько.
В ходе детальных проработок был проведен уникальный эксперимент — создана натурная система противоракетной обороны, своей работоспособностью доказавшая принципиальную возможность перехвата баллистических ракет. Комплексные испытания системы «А» завершились абсолютным успехом в 1961 г., когда противоракета В-1000 несколько раз успешно поразила боевые блоки баллистических ракет средней дальности Р-12 на построенном специально для испытаний средств и систем ПРО полигоне Сары-Шаган в Казахстане.
Успешное завершение испытаний имело не только военно-техническое, но и политическое значение. Кооперация институтов и предприятий военно-промышленного комплекса развернула работы по созданию элементов системы противоракетной обороны, системы предупреждения о ракетном нападении, системы контроля космического пространства и противокосмической обороны.
Исключительная сложность разрабатываемых систем и средств ракетно-космической обороны, повышенный научно-технический риск, необходимость проведения специальных исследований и потребность высокой согласованности между научно-исследовательскими, опытно-конструкторскими и производственными структурами различных профилей предопределили необходимость создания единого координационного органа. В 1970 году им стало Центральное научно-производственное объединение «Вымпел», возглавлявшееся выдающимися специалистами отрасли В. И. Марковым, Ю. Н. Аксёновым, Н. В. Михайловым.
Создание систем и средств ракетно-космической обороны потребовало разработки и реализации специального механизма управления этим процессом — притом, что и конечный облик систем РКО в целом, и облик каждого из средств РКО в отдельности еще только лишь предстояло сформировать, изобрести логику взаимодействия всех элементов системы, их эффективного боевого функционирования.
Но не прошло и десяти лет, как СССР уже располагал мощным арсеналом средств ракетно-космической обороны. Эти работы были обусловлены созданием иностранными государствами средств ракетно-ядерного нападения и освоением космического пространства в военных целях.
К 1967 году появились новые конкретные задачи для всех систем, поэтому по инициативе Героя Советского Союза главнокомандующего войсками ПВО Маршала Советского Союза Павла Батицкого было подготовлено Постановление ЦК КПСС и Совета министров об интеграции систем ПРН, ПРО, ККП, ПКО в новый род войск ПРО и ПКО. Но о его существовании долгое время не было принято говорить вслух.
В соответствии с директивой Генерального штаба ВС СССР от 30 марта 1967 г. в составе главного командования Войск ПВО было сформировано Управление командующего войсками противоракетной (ПРО) и противокосмической (ПКО) обороны. Первым командующим новыми войсками был назначен генерал Юрий Вотинцев.
Сейчас уже известно, что в 1967 году по штату в Управление ПРО и ПКО выделялось 104 офицера, а в войска — 50 тысяч военнослужащих. В военных академиях в Харькове и Калинине немедленно начали создаваться соответствующие факультеты, а в Житомирском и Пушкинском военных училищах началось интенсивное перепрофилирование специальностей, ориентированное на нужды войск ПРО и ПКО. Лучших выпускников отправляли в Подмосковье для службы на первых системах противоракетной обороны, где каждый офицер был на особом счету.
В этот период международная гонка вооружений стала выходить на более высокие рубежи. Возникла новая парадоксальная ситуация: стратегические наступательные вооружения стали играть стабилизирующую роль, а стратегические оборонительные вооружения — дестабилизирующую. Дестабилизирующий фактор, а также колоссальные затраты и трудности создания национальных систем ПРО, вынудили руководителей двух стран сесть за стол переговоров. Предметом первого соглашения между СССР и США стали не наступательные, а именно оборонительные вооружения — системы ПРО. Итогом стал Договор об ограничении систем противоракетной обороны 1972 г., ограничивший стороны возможностью иметь лишь два (впоследствии — один) позиционный район системы ПРО.
С учетом необходимости получения информации высочайшей степени достоверности со временем, достаточным для принятия решения об ответных действиях, а также с учетом невозможности размещения РЛС за рубежом, в Советском Союзе, в дополнение к активному развитию системы противоракетной обороны, развернулись работы по трем направлениям создания системы предупреждения о ракетном нападении: средств надгоризонтной и загоризонтной радиолокации, а также космических средств обнаружения.
Таким образом, в создаваемую в то время систему РКО входили технические средства трех увязанных между собой единой логикой и алгоритмами автоматической работы систем:
- предупреждения о ракетном нападении (ПРН);
- противоракетной обороны (ПРО);
- контроля космического пространства (ККП).

За четверть века организационно и технически была создана уникальная единая система РКО, функционирующая автоматически по единому программно-алгоритмическому обеспечению. В эти годы:
- в августе 1970 г. по целеуказанию Центра контроля космического пространства (ЦККП) комплекс противокосмической обороны (ПКО) впервые в мире поразил запущенный аппарат-мишень;
- 15 февраля 1971 г. заступили на боевое дежурство силы и средства надгоризонтного обнаружения системы предупреждения о ракетном нападении (СПРН);
- 15 февраля 1975 г. был поставлен на боевое дежурство Центр контроля космического пространства;
- 15 мая 1978 г. поставлена на боевое дежурство система противоракетной обороны (ПРО) г. Москвы;
- 1 июля 1979 г. поставлен на боевое дежурство комплекс противокосмической обороны;
- 30 июня 1982 г. поставлен на боевое дежурство узел загоризонтного обнаружения СПРН;
- 30 декабря 1982 г. заступил на боевое дежурство космический эшелон СПРН.

В эти годы коллективом управления ПРО и ПКО совместно с учеными научных организаций и военных академий была разработана концепция боевого применения войск РКО в оперативно-стратегических операциях Войск ПВО. Основополагающим в ней стало обоснование комплексного боевого применения всех систем РКО: системы предупреждения о ракетном нападении (СПРН), ПРО и ПКО, системы контроля космического пространства (СККП) при едином централизованном управлении с ЦКП войск ПВО.
В период становления войск РКО отрабатывалась и их организационно-штатная структура. Воинские части получили наименования радиотехнических узлов, противоракетных, командно-вычислительных центров и вошли в состав дивизий, корпусов и армии. Колоссальная ответственность по обеспечению жизнедеятельности нового рода войск, организации несения постоянного боевого дежурства, продумыванию формы несения боевого дежурства ложилась на Управление создаваемых войск ПРО и ПКО. Прецедентов этому в других родах и видах вооружённых сил на тот период не было. Точно также не было придумано специальных алгоритмов и боевых программ для комплексов и систем, которые только начинали работать в автоматизированном режиме. Все эти задачи легли на плечи военных учёных и талантливых инженеров Управления ПРО и ПКО, собранных с полигонов, из войсковых частей и институтов.
В течение 19 лет: с 1967 по 1986 год — командовал войсками ПРО и ПКО Герой Социалистического Труда генерал-полковник Юрий Вотинцев. В это время была сформулирована основная боевая задача войск РКО. В своей книге Юрий Вотинцев впоследствии писал: «…войска ПРО и ПКО должны своевременно и с высокой достоверностью обнаружить старт баллистических ракет на траекториях их полёта с определением района старта, места и времени до падения; по автоматизированной системе выдать эту информацию предупреждения о ракетном нападении Верховному главнокомандующему, министру обороны, главнокомандующим видов вооружённых сил. Быть в готовности уничтожить группу баллистических ракет противника, атакующих Москву. Вести непрерывную разведку и контроль космического пространства, при этом особое внимание уделять обнаружению и сопровождению отечественных космических аппаратов, обнаружению, сопровождению и распознаванию иностранных ИСЗ военного назначения. Быть в готовности к разрушению космических систем США военного назначения. Эти задачи выполнять всем составом сил и средств в режиме непрерывного боевого дежурства посменно четырьмя боевыми расчётами.
Главное — войска ПРО и ПКО, все комплексы и системы должны быть объединены единым боевым алгоритмом, реализованном в боевых программах всех ЭВМ. При этом должна быть достигнута система централизованного управления и взаимодействия с коллективами учёных и конструкторов».
Наряду со ставшими традиционными компонентами РКО, — системами ПРО, ПРН и ККП, — в 70-х годах достигли пика своего развития и средства противокосмической обороны (ПКО): после серии испытаний в ноябре 1968 года был осуществлён первый в истории перехват космического аппарата-мишени. Это событие на многие годы опередило усилия других государств в области создания ПКО. В период с 1973 по 1978 год в процессе опытной эксплуатации комплекса «ИС» была проведена серия запусков спутников-перехватчиков.
В 1978 году модернизированный комплекс с радиолокационной головкой самонаведения «ИС-М» был передан войскам РКО и поставлен на боевое дежурство. Период боевого дежурства продлился совсем недолго: выполняя решение 38-й сессии Генеральной Ассамблеи ООН о запрещении применения силы в космическом пространстве, СССР в одностороннем порядке снял с эксплуатации комплекс ПКО «ИС-М».
Спустя почти двадцать лет, в 1980-х годах, когда войска ПРО и ПКО возглавлял уже генерал-полковник авиации Вольтер Красковский, системы ПРН, ПРО, ККП и ПКО представляли собой сложные технические объекты, территориально расположенные на больших расстояниях друг от друга и объединённые единым алгоритмом управления, работающим в реальном масштабе времени.
В конце 80-х годов успешно решались задачи перехвата противоракетами баллистических целей с опережением США на 23 года. Система предупреждения о ракетном нападении за годы боевого дежурства надёжно решала свою задачу без выдачи ложной информации о «ракетном нападении».
Центр контроля космического пространства во взаимодействии с информационными средствами СПРН и ПРО успешно выполнял задачи контроля космического пространства и выдачи информации о космической обстановке на пункты управления государственного и военного руководства страны.
ЦККП неоднократно продемонстрировал высокую эффективность своей работы при обнаружении космических кораблей, искусственных спутников Земли, контроле испытаний американской противоспутниковой системы «Асат» и первых экспериментов по программе СОИ «Дельта-180».
В 1985 году по данным системы контроля космического пространства к многотонной станции «Салют-7», потерявшей дистанционное управление, был подведён транспортный корабль «Союз Т-13» с космонавтами Владимиром Джанибековым и Виктором Савиных. Станция была спасена.
В этот период интенсивно велись работы по монтажу и введению в строй надгоризонтных радиолокационных станций высокой заводской готовности второго поколения «Дарьял» — в Мукачево, Печоре и в Азербайджане.
С сентября 1991 года командующим войсками ПРО и ПКО был назначен генерал-полковник Виктор Михайлович Смирнов.
В этот период Войска ПРО и ПКО уверенно развивались. К 1993 году они получили новый статус — Войск ракетно-космической обороны.
«В этом году о наших войсках впервые заговорили вслух. До этого больше 20 лет упоминание о них было строго запрещено, — вспоминает генерал-лейтенант в отставке Анатолий Сколотяный, бывший начальник штаба войск РКО, — Это переименование, правда, не повлекло за собой системных изменений. Структура и штат остались прежними. Хотя я считаю, что это более точное название войск, отвечающее тем задачам, которые на тот момент выполняли ПРО и ПКО. Скажу больше: это был пик их расцвета».
В середине 1990-х гг. финансирование развития Войск ракетно-космической обороны значительно сократилось. В результате распада СССР из состава информационных средств РКО была исключен узел надгоризонтных радиолокационных станций в Латвии, где несли боевое дежурство расчеты РЛС типа «Днепр», а также строилась новая РЛС ВЗГ «Дарьял».
«Станции в Казахстане и Иркутске просто не успели сделать. На смену этим устаревшим и просто потерянным станциям пришли РЛС типа „Воронеж“, — вспоминает Виктор Иванцов, Герой Социалистического Труда, главный конструктор РЛС типа „Дарьял“».
Другие станции, которые находились за пределами России, удалось сохранить. Но даже в такой сложной экономической ситуации средства СККП, СПРН, ПРО и ПКО ни на минуту не прекращали выполнять боевые задачи.
Организационно основу Войск РКО составляли 3-я отдельная армия предупреждения о ракетном нападении особого назначения, а также два отдельных корпуса: противоракетной обороны и контроля космического пространства.
В 1997 году, в ходе военной реформы, было принято решение об интеграции РКО в состав Ракетных войск стратегического назначения. «Несмотря на многочисленные мнения на этот счёт, я, как командующий РКО, убеждён в том, что именно это сохранило объединения и соединения СПРН, СККП, ПРО как единый организм, — считает генерал-полковник в отставке Виктор Смирнов, командующий Войсками ракетно-космической обороны с 1991 по 1999 год. — Честно говоря, РКО — стратегические войска. Поэтому как нас ни назови, в какой вид войск не интегрируй, мы всё равно будем выполнять свои задачи по обеспечению безопасности нашего государства. Главное, чтобы мы между собой работали по единым алгоритмам и в единой системе управления.».
Войска РКО переформированы 1 октября 1998 года в 3-ю отдельную армию РКО особого назначения, в состав которой вошли дивизии предупреждения о ракетном нападении, противоракетной обороны, контроля космического пространства, части армейского подчинения.
Несмотря на трудную экономическую обстановку, в этот период удавалось продолжить работу по поддержанию и наращиванию характеристик систем ракетно-космической обороны. Система предупреждения о ракетном нападении развивалась на базе наземных РЛС «Дарьял», «Волга» и космической системы УС-КМО. Поддерживался ресурс станций «Днепр» и систем передачи данных.
Были введены в эксплуатацию специализированные средства системы контроля космического пространства «Крона» и «Окно». Продолжалась модернизация командных пунктов СПРН, их программно-алгоритмического обеспечения.
В 2001 году в связи с созданием Космических войск силы РКО вошли в их состав. Силы РКО организационно стали состоять из 3-й отдельной армии РКО особого назначения, в состав которой входили три дивизии: предупреждения о ракетном нападении, противоракетной обороны, контроля космического пространства, включающих 14 отдельных радиотехнических узлов, находящихся на территории России, Азербайджана, Белоруссии, Казахстана и Украины.
В дальнейшем вопросы ракетно-космической обороны перешли к силам СПРН, СККП и ПРО в составе Воздушно-космических сил.

## Задачи
Войска РКО предназначены для разведывательно-информационных и боевых действий, проводимых в целях своевременного получения информации о ракетно-ядерном нападении и начале боевых действий в космосе и отражения ударов противника.
Задачами Войск РКО являлись:
- осуществление разведывательно-информационных действий в интересах органов государственного и военного управления страны,
- обнаружение пусков межконтинентальных баллистических ракет (МБР),
- определение начала ракетного нападения,
- уничтожения ракет противника, атакующих объекты и войска в обороняемых районах в ходе боевых действий,
- оповещение органов военного управления о полетах разведывательных и других космических аппаратов,
- выполнение других специальных задач в интересах МО РФ.[1]

## Состав
Силы контроля космического пространства (ККП) предназначены для разведки воздушно-космического пространства, сбора, обработки и представления информации. Основные задачи: непрерывное слежение за космическими объектами (КО) и действиями противника в космосе, сбор и обработка всей информации о КО, ведение Главного каталога системы ККП, распознавание КО, оценка космической обстановки и представление информации о ней командованию и взаимодействующим войскам, установление факта начала боевых действий в космическом пространстве; целераспределение и выдача целеуказаний средствам, предназначенным для поражения КО; выдача информации оповещения о пролетах иностранных разведывательных искусственных спутников Земли; оценка результатов боевых действий; определение времени схода с орбиты и районов падения КО. Систему ККП составляет совокупность пунктов управления и обработки информации, средств специализированных комплексов ККП типа оптико-электронного комплекса «Окно» и радиооптического комплекса «Крона» и выдачи информации о космической обстановке на пункты управления государственного и военного руководства страны. Управление системой ККП осуществляется из Центра контроля космического пространства (ЦККП).
Силы предупреждения о ракетном нападении (СПРН), предназначены для обнаружения стартов баллистических ракет, баллистических ракет на траекториях полета и выдача данных о них на соответствующие пункты управления. Основные задачи: наблюдение за районами возможных стартов баллистических ракет и ракет-носителей, ведение разведки космического пространства; достоверное обнаружение стартующих ракет и находящихся на траекториях полета баллистических ракет и космических объектов; сбор, обработка, оценка опасности разведывательной информации, формирование и выдача информации предупреждения о ракетном нападении и ее характеристика на оповещаемые пункты управления; обмен информацией с пунктами управления других видов ВС. Систему предупреждения о ракетном нападении составляет совокупность космических аппаратов и наземных средств радиотехнических устройств надгоризонтной радиолокации таких как РЛС «Днестр», «Дунай-3» и «Дарьял». В январе 1979 система раннего обнаружения пусков баллистических ракет под названием «Око» была принята на вооружение. 27 августа 1982 система была переведена в режим боевого дежурства под названием «Око-С» (КА УС-КС).
Силы противоракетной обороны (ПРО), предназначены для поражения баллистических целей. Включают силы и средства дивизии ПРО: первый эшелон с комплексами А-35, А-135 дальнего перехвата для уничтожения боевых блоков ракет (ББ), головных частей (ГЧ) баллистических ракет противника на конечном заатмосферном участке траектории и второй эшелон с комплексами ближнего перехвата для уничтожения ББ, ГЧ баллистических ракет противника в атмосфере. Систему ПРО составляет совокупность развернутых на Земле средств поражения ББ, ГЧ баллистических ракет противника на конечном заатмосферном участке траектории и в атмосфере, а также средств управления ими.
Силы противокосмической обороны предназначены для поражения орбитальных группировок космических аппаратов противника. Включают силы и средства (комплексы) противокосмической обороны орбитального и доорбитального перехвата. Основная задача — разведка и уничтожение орбитальных средств противника в полете.

## Командующие
- 1967—1986 — Вотинцев, Юрий Всеволодович;
- 1986—1991 — Красковский, Вольтер Макарович;
- 1991—1998 — Смирнов, Виктор Михайлович.[1]